# Brienno
Brienno är en ort och kommun i provinsen Como i regionen Lombardiet i Italien. Kommunen hade 329 invånare (2018).